# Форсирование Северского Донца (2022)
Форсирование Северского Донца (5—13 мая 2022) — военная операция на реке Северский Донец вблизи посёлков Белогоровка и Дроновка. В ходе неё подразделения Вооружённых сил Российской Федерации как минимум четыре раза пытались форсировать реку Северский Донец и создать плацдарм, необходимый для окружения подразделений ВСУ в агломерации Лисичанск-Северодонецк.
Потери в ходе провалившейся операции стали одними из самых больших единоразовых потерь войск РФ в ходе её войны с Украиной: наступавшие российские силы потеряли более 80 танков и бронемашин и около 485 солдат убитыми.

## Силы сторон

### Россия
Сообщается, что российское командование отправило на пересечение Северского Донца 550 военнослужащих 74-й мотострелковой бригады, которая до этого 8 марта без особых трудностей форсировала реку Десна в Черниговской области.

### Украина
Сообщалось об участии артиллерии 17-й отдельной танковой бригады и десантников 80-й отдельной десантно-штурмовой бригады.

## Хронология

### Предыстория
Весной 2022 года российская армия сконцентрировала наступление на городах Изюм, Славянск, Краматорск и Северодонецк.
После боёв за город Кременная в Луганской области, который был занят российскими войсками 18 апреля, силы российских войск сконцентрировались на наступлении на Рубежное.

### Форсирование
Российские телеграм-каналы заявляли, что 2 мая российская армия начала подготовительные действия для форсирования реки, а в течение 4 и 5 мая российская артиллерия проводила «массированную подготовку» вдоль левого берега Северского Донца. Утром 5 мая украинской разведке стало известно, что российские войска начали форсировать реку неподалеку от села Дроновка. В 7 утра на огневый рубеж близ ЛЭП двинулись украинские танкисты в составе двух танков 30-й омехбр, завязался бой, в результате которого, по утверждению украинской стороны, ВСУ удалось уничтожить до 2 взводов российской пехоты, два БМП и один катер. Сообщается, что успех операции обеспечило применение технологии артиллерийского наведения ГИС «Арта».
По заявлению украинской разведки, 7 мая они узнали о планах российских войск по переброске подразделений в предположительно лучшем месте для прокладки второй переправы в окрестностях поселка Белогоровка. Утром 8 мая, в условиях густого дымового занавеса и плохой видимости, разведчики вначале услышали работу моторных лодок, затем подтвердили наведение моста с помощью разведки дроном. В тот же день не доведённый до конца мост был разрушен комбинированными авиационными и артиллерийскими ударами. Часть российских войск застряла на противоположном берегу.

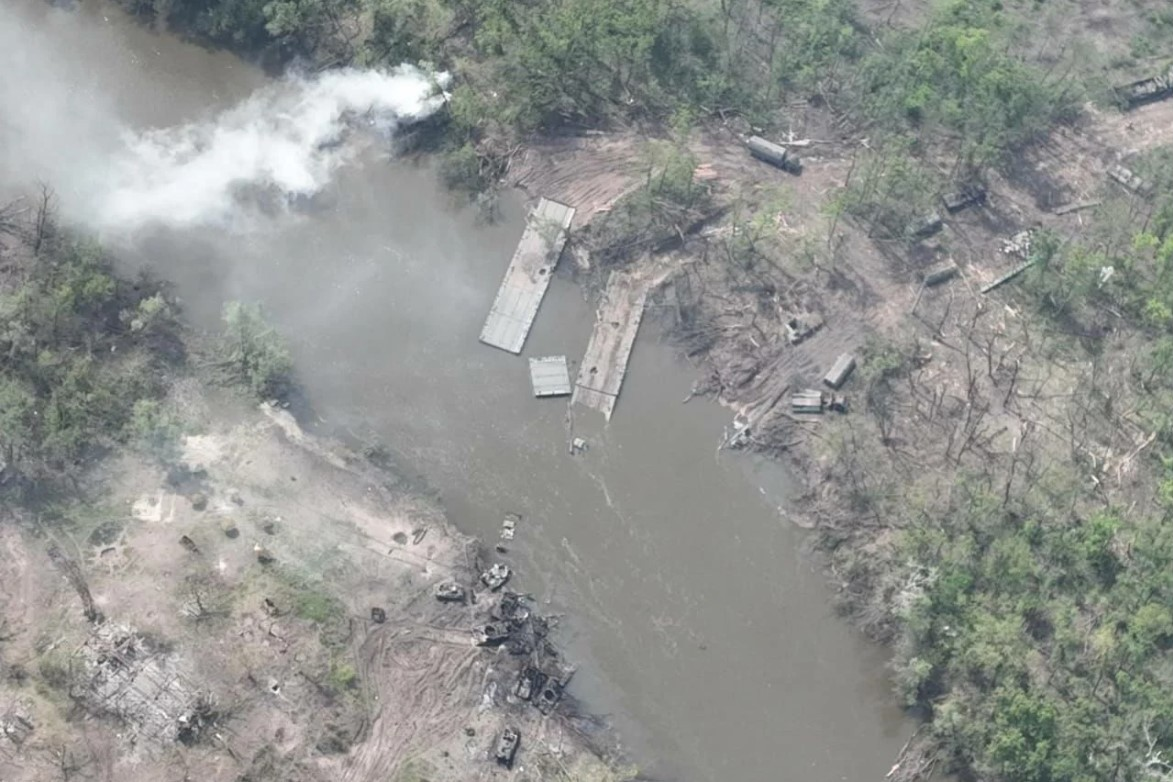
Разбитые мосты и военная техника около Белогоровки

Спутниковые снимки от 10 мая и видео с дронов, изученные и верифицированные CNN, показали, что российские войска навели в районе Белогоровки два понтонных моста через Северский Донец, и что оба были разрушены украинской стороной; применялись только что полученные от США 155-мм гаубицы M777.
12 мая была произведена третья попытка пересечь реку в том же месте, новый мост был уничтожен 13 мая.
Глава Луганской ОВА Сергей Гайдай заявлял, что российские войска предпринимают очередную попытку возведения понтонного моста. Следующий мост был уничтожен в районе 22 мая под Серебрянкой, расположенной между Дроновкой и Белогоровкой.

## Оценки потерь
По оценке The New York Times, была разгромлена одна батальонная тактическая группа ВС РФ. Основываясь на анализе открытых источников, The New York Times подсчитал, что российские силы в общей сложности потеряли убитыми и ранеными более 400 солдат. Институт по изучению войны утверждает, что общие потери российских войск в этом эпизоде составили 485 человек из около 550, участвовавших в переправе; также было потеряно более 80 единиц техники. По данным CNN, из более 100 единиц техники около 30 машин (в основном БТР) сохранили боеспособность после артобстрела и использовались для попытки закрепиться в ближайшем населённом пункте.
В числе потенциально уничтоженной техники было насчитано более 70 танков, БМП, МТ-ЛБ и минимум один катер. Также были разбиты инженерные машины, которые наводили понтонную переправу.
Во время форсирования реки погиб командир 12-й инженерной бригады полковник Денис Козлов.

## Оценки хода операции
Институт изучения войны предполагает, что штаб и командиры российской бригады могли ошибиться в оценке угрозы обновлённой украинской артиллерии, так как с последнего успешного форсирования реки данной бригадой за два месяца ситуация с вооружением изменилась, или что руководство было просто некомпетентно или не было в состоянии контролировать собственных солдат.

## Примечание
1. 1 2 3 4 5 6 7  Russian Offensive Campaign Assessment, May 14 (англ.). Institute for the Study of War (14 мая 2022). Дата обращения: 18 мая 2022. Архивировано 21 мая 2022 года.
2. 1 2  Sarkar, Alisha Rahaman. Vladimir Putin loses 42nd colonel in war with Ukraine (англ.). Independent (18 мая 2022). Дата обращения: 19 мая 2022. Архивировано 7 июня 2022 года.
3. ↑  Грубо говоря, мы начали войну Как отправка ЧВК Вагнера на фронт помогла Пригожину наладить отношения с Путиным — и что такое «собянинский полк». Расследование «Медузы» о наёмниках на войне в Украине. Meduza. Дата обращения: 2 декабря 2023. Архивировано 20 июля 2022 года.
4. ↑  Condé Nast. Inside the U.S. Effort to Arm Ukraine (амер. англ.). The New Yorker (17 октября 2022). Дата обращения: 21 октября 2022. Архивировано 21 октября 2022 года.
5. 1 2  Ukraine claims strategic win in strikes on Russian units crossing river (англ.). NBC News (12 мая 2022). Архивировано 15 августа 2022 года.
6. ↑  Steve Balestrieri. Video: Ukraine Wipes Out Russian Battalion Attempting River Crossing (англ.). 19FortyFive (16 мая 2022). Дата обращения: 17 мая 2022. Архивировано 17 мая 2022 года.
7. ↑  "Мы просим эвакуироваться, все может поменяться за считанные часы. Кременная тому пример". Глава Луганской области – о наступлении России. Настоящее Время (19 апреля 2022). Архивировано 19 мая 2022 года.
8. 1 2 3  Russian Offensive Campaign Assessment, May 13 (англ.). Institute for the Study of War (13 мая 2022). Дата обращения: 2 июня 2022. Архивировано 13 мая 2022 года.
9. ↑  Lee Bullen, Zenger News. Ukrainian troops destroy Russian armored unit trying to cross Seversky Donets River (англ.). Newsweek (20 мая 2022). Дата обращения: 15 августа 2022. Архивировано 15 августа 2022 года.
10. ↑  Parker, Charlie (14 мая 2022). Uber-style technology helped Ukraine to destroy Russian battalion. The Times. Архивировано 17 мая 2022. Дата обращения: 17 мая 2022.
11. 1 2 3  Sebastien Roblin. Ukraine Is Smashing Russian Bridgeheads Left and Right—But Maybe Still Not Fast Enough (англ.). 19FortyFive (13 мая 2022). Дата обращения: 17 мая 2022. Архивировано 8 июня 2022 года.
12. ↑  Paul P. Murphy, Tim Lister, Gianluca Mezzofiore, Katie Polglase. Ukrainians eliminate at least 2 pontoon bridges near Bilohorivka, satellite and drone images show (англ.). CNN (16 мая 2022). Архивировано 21 мая 2022 года.
13. ↑  A Doomed River Crossing Shows the Perils of Entrapment in the War’s East. New York Times (26 мая 2022). Дата обращения: 26 мая 2022. Архивировано 10 июля 2022 года.
14. ↑  Steve Balestrieri. Russia's Strategy to Win in Ukraine: Raze It To the Ground (англ.). 19FortyFive (26 мая 2022). Дата обращения: 26 мая 2022. Архивировано 27 мая 2022 года.
15. ↑  Helen Regan and Seán Federico O'Murchú. Exclusive: Intense fighting continues at site where Ukrainians blew up two Russian pontoon bridges, satellite image shows (англ.). CNN (13 мая 2022). Архивировано 13 мая 2022 года.
16. ↑  Gall, Carlotta (22 мая 2022). Russia Renews Assault on Key Eastern City as Advances by Both Sides Slow. The New York Times. Архивировано 15 августа 2022. Дата обращения: 15 августа 2022.
17. ↑  Чим закінчиться натиск Росії на Донбасі? (укр.). Радіо Свобода (29 мая 2022). Архивировано 10 июня 2022 года.
18. ↑  Anton Troianovski, Marc Santora. Growing evidence of a military disaster on the Donets pierces a pro-Russian bubble. (англ.). New York Times (15 мая 2022). Дата обращения: 16 мая 2022. Архивировано 15 мая 2022 года.
19. ↑  Nectar Gan, Tara John, Sana Noor Haq, Adrienne Vogt and Joe Ruiz. More details emerge about disastrous Russian effort to cross key river in the east (англ.). CNN (14 мая 2022). Дата обращения: 18 мая 2022. Архивировано 18 мая 2022 года.
20. 1 2  David Axe. The Russians Lost An Entire Battalion Trying To Cross A River In Eastern Ukraine (англ.). Forbes (11 мая 2022). Дата обращения: 18 мая 2022. Архивировано 18 мая 2022 года.